# Иванков (Тернопольская область)
Иванков (укр. Іванків) — село в Скала-Подольской поселковой общине Чортковского района Тернопольской области Украины.
До 2020 года входило в Борщёвский район.
Код КОАТУУ — 6120883001. Население по переписи 2001 года составляло 1718 человек.

## Географическое положение
Село Иванков находится в 2-х км от правого берега реки Збруч,
на расстоянии в 1,5 км от посёлка Скала-Подольская.
Примыкает к селу Гуштинка.
По селу протекает пересыхающий ручей.
Через село проходит автомобильная дорога Р-24.

## История
- Село известно с XVI века.

## Объекты социальной сферы
- Школа.
- Дом культуры.
- Фельдшерско-акушерский пункт.

## Известные люди
- Ярчук, Теодор (1896—1941) — основатель Украинской лютеранской церкви, родился в селе Иванков.